# 小林一夫
小林 一夫（こばやし かずお、1949年11月17日 - ）は、愛知県出身の元プロ野球選手（外野手）、元プロ野球審判員。

## 来歴・人物
東邦高から神奈川大学へ進み、4年春に最優秀選手、首位打者、ベストナインを受賞。社会人野球の日拓観光を経て、1972年オフにドラフト外で東映フライヤーズに入団。
球団が日拓ホームフライヤーズに改名した1973年に1年のみ在籍し、現役を引退した。
引退後は、会社員を経てパシフィック・リーグの審判を1978年から1993年まで務めた。1989年の日本シリーズに出場し、第5戦で球審を務めている。

## 詳細情報

### 年度別投手成績
- 一軍公式戦出場なし

### 背番号
- 54 （1973年）